# Tateos Agekian
 (mai 2023).
Le contenu est difficilement compréhensible vu les erreurs de traduction, qui sont peut-être dues à l'utilisation d'un logiciel de traduction automatique.
Tateos Artemjevich Agekian (en arménien : Թադևոս Արտեմի Աղեկյան ; en russe : Татеос Артемьевич Агекян), né le 12 mai 1913 à Batoumi (Empire russe) et mort le 16 janvier 2006 à Saint-Pétersbourg (Russie), est un astrophysicien soviétique d'origine arménienne et l'un des pionniers de la dynamique stellaire russe et mondiale.
Il est découvreur de deux séquences d'évolution de systèmes stellaires : presque sphérique et fortement aplatie, suggéré une méthode essentiellement nouvelle pour étudier la structure et la cinématique de la galaxie de la Voie lactée, trouvé une nouvelle estimation du taux de dissipation dans les amas stellaires. Il a fait une analyse exhaustive de l'interaction photogravitationnelle entre les étoiles et les nuages de gaz.
Un astéroïde de la ceinture principale, (3862) "Agekian", a été nommé en son honneur,.

## Biographie
Tateos Artemjevich Agekian naît dans une famille arménienne à Batoumi en 1913. Après avoir été diplômé de l'université de Leningrad en 1938, il commence à travailler comme professeur d'école. Après quelques années, il commence ses études supérieures, mais doit les interrompre en raison de la Grande Guerre patriotique.
Il participe à la guerre en tant que chef d'état-major d'un régiment d'artillerie. Après la démobilisation, Agekian retourne à l'université de Leningrad et travaille au Département d'astronomie stellaire. Il reçoit le diplôme de candidat en sciences physiques et mathématiques en 1947.
En 1960, il obtient son doctorat en sciences physiques et mathématiques et, l'année suivante, il reçoit le titre de professeur et est nommé chef du laboratoire de dynamique stellaire et de mécanique céleste de l'Institut d'astronomie de l'université de Saint-Pétersbourg. Il meurt le 16 janvier 2006 à Saint-Pétersbourg.